# Nadia Styger
Nadia Styger, née le 11 décembre 1978 à Sattel, est une skieuse alpine suisse. Spécialiste des épreuves de vitesse et particulièrement du super G, elle cumule quatre succès dans la Coupe du monde durant sa carrière et 6 titres de championne de Suisse.

## Carrière
Membre du club Hochstucklii Sattel, elle commence sa carrière dans les courses FIS en 1994-1995.
Elle fête son premier succès international en 1997 à Schladming lorsqu'elle remporte une médaille de bronze en descente aux championnats du monde junior. Après avoir gagné dans la Coupe d'Europe en descente à Altenmarkt-Zauchensee, elle dispute la coupe du monde à partir du mois de février 1999 à Åre (20e en descente), avant de notamment se classer onzième de la descente de Saint-Moritz. En 1999, elle remporte son premier championnat de Suisse en super G. En 2003, elle parvient à progresser dans la hiérarchie, après des débuts aux Championnats du monde à Saint-Moritz, finissant notamment quatrième et cinquième en Coupe du monde en fin d'année. Après de multiples autres top dix cet hiver, elle devient vainqueur en remportant le super G de Sestrières. Cette discipline lui réussit bien, puisqu'elle ajoute deux autres manches à son palmarès en 2006 à Aspen et Kvitfjell (où elle marque aussi des points en combiné), qui la mène au troisième rang du classement de la spécialité, tandis qu'elle occupe le onzième au classement général. En 2006, elle aussi découvert les Jeux olympiques à Turin, atteignant la cinquième place en descente.
C'est aux Championnats du monde 2007, que Styger se rapproche le plus d'un podium individuel majeur, se classant quatrième de la descente, avant de remporter une médaille de bronze dans l'épreuve par équipes.
En février 2008, elle finit enfin première d'une épreuve de descente en Coupe du monde  à Whistler, en battant la reine de la vitesse Lindsey Vonn d'un centième de seconde. Ainsi, Styger apporte la première victoire d'une Suissesse dans cette discipline depuis Corinne Rey-Bellet en 2002.
En 2010, quelques semaines après avoir obtenu son cinquième podium en Coupe du monde au super G derrière Fränzi Aufdenblatten, elle prend part aux Jeux olympiques de Vancouver, où elle ajoute une bonne place à son actif, terminant sixième du super G. Pour conclure sa saison, elle est troisième du super G de Garmisch-Partenkirchen, pour encore figurer à la troisième place du classement spécifique en Coupe du monde.
Elle est victime d'une fracture ouverte de sa jambe gauche en novembre 2010 au cours d'un entraînement. Cette blessure provoque l'arrêt de sa carrière, annoncé en juin 2011.

## Palmarès

### Jeux olympiques d'hiver
| Épreuve / Édition | Turin 2006 | Vancouver 2010 |
| Descente          | 5e         | 12e            |
| Super G           | 35e        | 6e             |
| Slalom géant      | 24e        | -              |

### Championnats du monde
| Épreuve / Édition | St-Moritz 2003 | Bormio 2005 | Åre 2007 | Val d'Isère 2009 |
| Descente          |                | 9e          | 4e       | Abandon          |
| Super G           | -              | 8e          | 7e       | -                |
| Slalom géant      | 20e            | Abandon     | Abandon  | -                |
| Par équipes       |                |             | Bronze   |                  |

### Coupe du monde
- Meilleur classement général : 11e en 2004 et 2006.
- 6 podiums, dont 4 victoires (3 super-G, 1 descente).
- 1 podium par équipes.

#### Détail des victoires
| Édition / Épreuve | Descente | Super G         |
| 2003-2004         |          | Sestrières      |
| 2005-2006         |          | Aspen Kvitfjell |
| 2007-2008         | Whistler |                 |

#### Classements détaillés
| Saison/Classement | Général | Descente | Super G | Slalom géant | Combiné |
| Saison/Classement | Class.  | Class.   | Class.  | Class.       | Class.  |
| ----------------- | ------- | -------- | ------- | ------------ | ------- |
| 1999              | 74e     | 32e      | 54e     | -            | -       |
| 2000              | 94e     | 44e      | 57e     | -            | -       |
| 2001              | 106e    | -        | 51e     | 44e          | -       |
| 2003              | 81e     | 31e      | 42e     | 50e          | -       |
| 2004              | 11e     | 8e       | 6e      | 26e          | -       |
| 2005              | 41e     | 20e      | 31e     | 24e          | -       |
| 2006              | 11e     | 13e      | 3e      | 24e          | 36e     |
| 2007              | 21e     | 6e       | 19e     | -            | -       |
| 2008              | 17e     | 6e       | 14e     |              | -       |
| 2009              | 42e     | 23e      | 19e     | -            | -       |
| 2010              | 12e     | 11e      | 3e      | -            | -       |

### Championnats du monde junior
- Médaille de bronze de la descente en 1997.

### Coupe d'Europe
- 3 podiums, dont 1 victoire.

### Championnats de Suisse
- Championne du super G en 1999, 2000 et 2006.
- Championne de la descente en 2003, 2005 et 2006.